# Półpasiec oczny
Półpasiec oczny (łac. zoster ophthalmicus) – odmiana kliniczna półpaśca występująca w wyniku zakażenia się jego wirusem, charakteryzująca się zmianami owrzodzenia rogówki. Najczęstszymi zmianami są: stan zapalny wraz z obrzękiem powiek, przekrwienie naczyń spojówkowych oraz nadżerka i nacieki rogówki. Niekiedy chorobie towarzyszy zapalenie tęczówki oka.
Stany chorobowe półpaścca ocznego wymagają leczenia szpitalnego (kontrole okulistyczne) ze względu na możliwość powikłań w obrębie rogówki niebezpiecznych dla zdrowia.